# Compsoptera opacaria
Compsoptera opacaria ist ein Schmetterling (Nachtfalter) aus der Familie der Spanner (Geometridae). 

## Merkmale

### Falter
Die Flügelspannweite der Falter beträgt 34 bis 45 Millimeter. Die Flügel variieren in der Grundfarbe von hellbraun über rotbraun bis zu dunkelgrau. Alle Farbvarianten zeigen auf den Vorderflügeln einen deutlichen Diagonalstrich, der vom Apex bis zur Mitte des Vorderrandes reicht. Dessen Farbe kann weiß oder auch schwärzlich sein. Die Intensität der Grundfarbe variiert je nach Fundort stark. Tiere, deren Nahrungspflanzen auf eisenhaltigem Gestein wachsen, zeigen überwiegend rötliche Tönungen. Zuweilen ist ein dunkler Mittelpunkt erkennbar. Der Apex der Vorderflügel ist bei den weiblichen Faltern meist besonders spitz ausgebildet. Die Hinterflügel sind zeichnungslos hell graubraun. Die Fühler der Männchen sind beidseitig gekämmt, diejenigen der Weibchen fadenförmig.

### Raupe, Puppe
Erwachsene Raupen sind braungrau und zeigen oftmals zwei parallel verlaufende, unterbrochene, schwärzliche oder rötliche Rückenlinien.
Die glänzend braune Puppe besitzt zwei kleine Spitzen am Kremaster.

## Geographische Verbreitung und Lebensraum
Compsoptera opacaria kommt im südwestlichen Europa, in Spanien, Portugal, Frankreich und Italien vor. Die Art bewohnt bevorzugt warme Gebüschlandschaften.

## Lebensweise
Die Falter fliegen in einer Generation und sind von August bis Oktober anzutreffen. Sie besuchen nachts künstliche Lichtquellen. Ihre Raupen ernähren sich von den Blättern verschiedener Pflanzen. Dazu zählen Ginster (Genista), Thymian (Thymus) und Wacholderarten (Juniperus) sowie Besenheide (Calluna vulgaris).